# دوري كرة القاعدة الرئيسي 2019
دوري كرة القاعدة الرئيسي 2019 (بالإنجليزية: 2019 Major League Baseball season)‏ هو الموسم 117 من  دوري كرة القاعدة الرئيسي. أقيم خلال الفترة 20 مارس 2019 وحتى 30 أكتوبر 2019، وكان عدد الأندية المشاركة فيه  30، وفاز فيه واشنطن ناشونالز.